# Ringo (1939)
Ringo (Originaltitel: Stagecoach, Postkutsche) ist ein US-amerikanischer Western von John Ford aus dem Jahr 1939. Der Film erzählt die Geschichte einer von neun Personen unternommenen Postkutschenfahrt von Tonto (Arizona) nach Lordsburg (New Mexico). Die Handlung spielt in den frühen 1880er Jahren.
Dem Drehbuch lag die im April 1937 in Collier’s Magazine publizierte Erzählung Stage to Lordsburg (dt. Postkutsche nach Lordsburg) von Ernest Haycox zu Grunde. Diese Geschichte war wiederum eine Adaption der 1880 veröffentlichten Novelle Fettklößchen (Boule de Suif) von Guy de Maupassant, deren Handlung in der Normandie zur Zeit des Deutsch-Französischen Krieges spielt.
Die zuerst in Deutschland vertriebene Fassung des Films bekam den Titel Höllenfahrt nach Santa Fe (dabei ging die „Höllenfahrt“ nach Lordsburg). Die 1963 neu herausgebrachte Originalfassung erhielt den Titel Ringo, benannt nach einer der Hauptpersonen.

## Handlung
Ein kurzer Vorspann versetzt die Handlung des Films mit der Nennung des Namens Geronimo in einen historischen Kontext. Der Apachenanführer befand sich mit einer kleinen Anzahl von Gefolgsleuten auf dem Kriegspfad und verbreitete Angst und Schrecken im Grenzbereich von Arizona und New Mexico.
Dann wendet sich die Schilderung der Hauptstraße der Stadt Tonto in Arizona zu. Dort fährt gerade eine Postkutsche von Wells Fargo & Company ein. Neben Passagieren bringt sie auch Fracht mit sich, insbesondere fünfzigtausend Dollar Lohngelder, die der örtlichen Bank übergeben werden. In Tonto bildet sich nun eine neue, sehr heterogene Reisegesellschaft zur Weiterfahrt nach Lordsburg in New Mexico. Neben dem gutmütigen, aber wenig durchsetzungsfähigen Kutscher Buck nimmt der Sheriff (eigtl. Marshal) Curly Wilcox auf dem Kutschbock Platz. Er verfolgt den entlaufenen Sträfling Ringo, den er in Lordsburg vermutet. In der Kutsche reist die schwangere Offiziersgattin Mrs. Mallory, die ihren Ehemann an der nächsten Station wähnt, in Apache Wells. Wie sie gehörte auch der ängstliche Schnapsvertreter Peacock bereits zu den vorherigen Passagieren. Peacock wird wegen seines Auftretens bisweilen als Geistlicher angesprochen und wirkt so unscheinbar, dass die Mitreisenden ständig seinen Namen vergessen. Spontan, quasi in letzter Sekunde entscheidet sich der elegant auftretende Hatfield zur Mitreise. Er bietet sich als weiterer Beschützer für Mrs. Mallory an. In Tonto hat er allerdings weniger einen Ruf als Gentleman denn als notorischer Glücksspieler.
Eher unfreiwillig steigen zwei weitere Passagiere der Kutsche zu. Zunächst die Prostituierte Alice, die von einer Abteilung Damen der örtlichen Liga für Tugend und Sitte, unterstützt durch einen Gesetzeshüter, aus der Stadt vertrieben wird. „Unsere Männer werden uns dankbar sein“, behauptet eine der Anstandsdamen. Als die Bedrohung durch die Apachen bekannt wird, versuchen die Damen, die Offiziersgattin Mrs. Mallory von der gefährlichen Reise abzuhalten. Gegenüber dem leichten Mädchen jedoch bleiben die anständigen Damen von solch fürsorglicher Tugend unberührt. Diese wird bedenkenlos in die Gefahr verstoßen. Als zweiter Ausgestoßener schließt sich der Arzt Dr. Josiah Boone der Prostituierten an. Der raubeinige Heilkünstler, der als übler Trunkenbold verrufen ist, wird von seiner Hauswirtin wegen Mietrückstandes vor die Tür gesetzt. Die Hauswirtin schließt sich prompt den Anstandsdamen an, deren Wortführerin die Gattin des Bankiers Gatewood ist. Deren Ehemann hat unterdessen die übergebenen Lohngelder unterschlagen und steigt, mit seiner Beute als einzigem Gepäckstück, am Stadtrand heimlich der Kutsche zu. Angeblich hat er telegrafisch eine Nachricht aus Lordsburg erhalten, dass man ihn dort erwarte; was aber nicht sein kann, da die Telegrafenleitung unterbrochen ist.
Außerhalb der Stadt, als sich die Postkutsche schon in der Steppe befindet, stößt als neunter Reisender der Outlaw Ringo zu der Gruppe. Er hat sein Pferd verloren, wird vom freudig überraschten Sheriff mit angelegter Schrotflinte empfangen und in Gewahrsam genommen. Die Mitreisende erfahren, dass er aus dem Gefängnis entwichen ist, um die Plummer-Brüder zu verfolgen, die seinen Vater und Bruder ermordet und ihn selbst durch Falschaussagen erst ins Gefängnis gebracht haben.
In der engen Kutsche entladen sich Vorurteile und soziale Spannungen zwischen den Reisenden in teilweise hitzigen Wortgefechten. Die nach eigener Einschätzung „Anständigen“ distanzieren sich von den „Asozialen“. Bildlich verdeutlicht wird dies bei der ersten Zwischenstation Apache Wells, wo sich die Anständigen auch räumlich von den von ihnen Verachteten entfernen können. Als Wortführer des Establishments versucht sich vor allem der betrügerische Banker Gatewood zu profilieren. Er glänzt mit Unternehmersprüchen, die von seinem eigenen Verhalten konterkariert und in ihrer Hohlheit offenbart werden. Auch die aus Virginia kommende Schwangere zeigt, unterstützt von dem kaum von ihrer Seite weichenden Südstaatler Hatfield, starkes Distanzbedürfnis.
Währenddessen haben Ereignisse im äußeren Umfeld das Gefahrenpotenzial erhöht. Die bis dahin begleitende Militäreskorte wird zu anderen Aufgaben abberufen, die in Apache Wells vermutete Ablösung ist bereits zuvor weitergezogen. Die Postkutsche muss ihre Reise nun auf sich selbst gestellt weiterführen. An der nächsten Zwischenstation Dry Fork herrscht eine düstere, bedrohliche Stimmung. Stationshalter Chris empfängt die Gruppe mit der schlechten Nachricht, dass die Militärpatrouille in einem Gefecht mit Apachen aufgerieben und der Ehemann von Mrs. Mallory schwer verwundet worden sei. Erschüttert von dieser Nachricht bricht die Hochschwangere zusammen und gebiert an diesem Ort eine Tochter. Als hilfreiche Unterstützer bewähren sich dabei vor allem die Prostituierte Alice und der Arzt Dr. Boone, nachdem „das besoffene Schwein“ (Hatfield über Boone) zwangsweise ausgenüchtert worden ist. Ringo macht am selben Abend Alice einen Heiratsantrag, doch diese zeigt sich zunächst zurückhaltend, da sie unsicher ist, ob er ihre „Vergangenheit“ akzeptieren würde.
Geburt, Säugling und geschwächte Wöchnerin halten die Gruppe länger als erwünscht am Ort. Neue Konflikte mit nunmehr veränderten Konstellationen brechen auf. Alice möchte Ringo zur Flucht überreden, doch dieser bricht den Fluchtversuch ab, als er Rauchwolken bemerkt, die von Aktivitäten der Apachen auf der beabsichtigten Wegstrecke künden.
Nach fortgesetzter Fahrt finden die Reisenden die dritte Zwischenstation, Lee's Ferry (Fährstation), als niedergebrannten Trümmerhaufen vor. Die Bewohner sind getötet worden. Nach gefahrvoller Flussüberquerung versucht man, durch einen Umweg die Apachen zu meiden. Als man die Reise schon fast erfolgreich überstanden wähnt, kommt es doch noch zum dramatischen Überfall der Apachen auf die Postkutsche und damit zur größten Bewährungsprobe. Hierbei zeichnen sich vor allem Ringo und Hatfield durch ihren Einsatz für die Gruppe aus. Letzterer zahlt dafür mit seinem Leben. Als (fast) alle Patronen verschossen sind und das sichere Ende gekommen scheint, bringt ein unerwarteter Kavallerieeinsatz die Rettung in letzter Sekunde.
Am Zielort Lordsburg scheinen die Wege der Hauptfiguren in den ursprünglich beabsichtigten Bahnen auseinanderzulaufen. Alice zieht es ins Rotlichtviertel. Ringo verfolgt seine Rachegelüste gegen die vermeintliche Übermacht von drei gefährlichen Gegnern, nachdem der Sheriff ihn dafür „beurlaubt“ hat. Der eigentliche Showdown wird nur ansatzweise im Bild gezeigt. Nachdem der Anführer der Plummer-Brüder kurzzeitig als Sieger erschienen, dann aber tot zusammengebrochen ist, ermöglichen der Sheriff und Dr. Boone dem nun doch vereinten Paar, Ringo und Alice, quasi durch den Hinterausgang die Stadt zu verlassen. – Boones Schlusskommentar: „Well, they're saved from the blessings of civilization“ (Sie sind gerettet vor den Segnungen der Zivilisation) ist in der deutschen Fassung nicht enthalten und wurde mit der unsinnigen Aussage „Warum sagen Sie ihm nicht, dass Luke den Mord gestanden hat?“ wiedergegeben (Luke Plummer ist nach der Schießerei mit Ringo wortlos tot im Saloon zusammengebrochen).

## Premiere
Stagecoach wurde am 2. März 1939 in der Radio City Music Hall in New York uraufgeführt. Publikum und Filmkritik sahen ihn übereinstimmend als Meisterwerk an. In deutsche Kinos kam der Film erst 1950 in einer gekürzten Fassung. Erst 1963 konnte man auch in Deutschland eine vollständige Version sehen.

## Hintergründe
- „Die Geschichte [des Films] erzählt von den eigentümlichen, halb allegorischen, halb mythischen Charakteren, die der Westen hervorgebracht hat, von Spielern, Trunkenbolden und Huren, die ehrbar sind, und von Geschäftsleuten und Bürgerfrauen, die es nicht sind.“ (Seeßlen/Weil)
- Vor dem Endkampf mit Ringo wird Luke Plummer beim Pokern gezeigt. Er hält zwei schwarze Asse und zwei schwarze Achten auf der Hand, das „Blatt des toten Mannes“ (dead man's hand). Wild Bill Hickok soll just dieses Blatt in Händen gehabt haben, als er erschossen wurde.
- Für die Rolle des Kutschers Buck war eigentlich John Fords und Waynes Freund Ward Bond vorgesehen. Da sich herausstellte, dass Bond mit dem Fahren der sechsspännigen Kutsche überfordert war, aber keine Zeit für „Fahrstunden“ vorhanden war, bekam Andy Devine die Rolle.

## Synchronisation
Die erste deutsche Synchronbearbeitung entstand 1950 in den Ateliers der Mars Film Synchron GmbH, Berlin. Für Dialogbuch und Synchronregie zeichnete Hans F. Wilhelm verantwortlich. Franz Nicklisch sprach für John Wayne und Ethel Reschke für Claire Trevor. Eine vollständige Synchronfassung wurde dann 1963 von der Berliner Synchron GmbH erstellt. Das Dialogbuch verfasste Gerda von Rüxleben, Synchronregie führte Dietmar Behnke. Allerdings konnte auch für diese Fassung nicht auf die originale Filmmusik zurückgegriffen werden, sodass eine neue musikalische Untermalung als Kompromisslösung diente.
| Rolle                | Darsteller       | Synchronsprecher (1963) |
| -------------------- | ---------------- | ----------------------- |
| Ringo Kid            | John Wayne       | Gert Günther Hoffmann   |
| Alice                | Claire Trevor    | Ingeborg Wellmann       |
| Dr. Josiah Boone     | Thomas Mitchell  | Fritz Tillmann          |
| Hatfield             | John Carradine   | Gerd Vespermann         |
| Buck                 | Andy Devine      | Gerd Duwner             |
| Sheriff Curly Wilcox | George Bancroft  | Curt Ackermann          |
| Lucy Mallory         | Louise Platt     | Marianne Lutz           |
| Henry Gatewood       | Berton Churchill | Siegfried Schürenberg   |
| Luke Plummer         | Tom Tyler        | Rainer Brandt           |
| Chris                | Chris-Pin Martin | Toni Herbert            |
| Frank                | Franklyn Farnum  | Manfred Meurer          |
| Barkeeper Jerry      | Jack Pennick     | Hans Walter Clasen      |

## Kritiken
- Einer der schönsten Western überhaupt … Hier sind soziale und psychologische Probleme in eine bestimmte Situation gestellt und vom Mythos des Western überstrahlt worden. (Reclams Filmführer)[5]

- John Ford gelang mit Stagecoach der erste literarische und poetische Western von Weltruf. Sein Anliegen war es nicht mehr, den amerikanischen Westen so authentisch wie möglich zu zeigen oder ihn in die Phantasiewelt der Operette zu verlegen - ihn interessierten die mystischen Aspekte, die psychologische Bedeutung der Protagonisten, er machte die Legende zur Wirklichkeit und die Folklore zur Realität. Stagecoach und andere Meisterwerke wie My Darling Clementine spielen in einem Westen, den es so leider nie gegeben hat, in immer derselben Landschaft mit immer denselben Schauspielern. In einer geheimnisvollen Welt aus Licht und Schatten, durch eine gefühlvolle Kamera gesehen, die den Pioniergeist des jungen Amerika in Bilder umsetzte. (Thomas Jeier)

- Der Nachruhm dieses Films gründet sich auf die bewundernswerte Balance, in der die einfache Story, die eindrucksvolle Landschaft des Monument Valley, das Personengefüge (mit den entsprechenden Darstellern) und der Erzählrhythmus gehalten sind. (Hans Helmut Prinzler, in: Filmklassiker)

- Stagecoach ist das ideale Beispiel für die zum Klassizismus gewordene Reife des Stils… Stagecoach erweckt die Vorstellung eines Rades, das so perfekt ist, dass es sich in ruhigem Gleichgewicht fortbewegt, in welche Lage man es auch bringen mag. (André Bazin, hier zitiert nach Hembus)

- Es geht nichts über eine Postkutsche, die von einem Ford angetrieben wird. (aus der Uraufführungskritik der New York Times vom 3. März 1939, verfasst von Frank S. Nugent, hier zitiert nach Hembus)

- Zur Musik in der deutschen Synchronfassung: Stagecoach lief 1963 (und seitdem nur noch in dieser Fassung) ohne Richard Hageman, sondern mit einem lächerlichen Kaffeehaus-Geklimper. (Thomas Bräutigam: Stars und ihre deutschen Stimmen. Lexikon der Synchronsprecher. Schüren, Marburg 2009, ISBN 978-3-89472-627-0, S. 39)

- John Fords Film wurde aber auch durch seine exzellente, nahezu atemberaubende Form zu einem Klassiker innerhalb des Genres […] Und natürlich gestalten John Ford und sein Kameramann Bert Glennon die Szenen vom Angriff der Apachen auf die Kutsche zu einem furiosen Höhepunkt, zu einem Meisterstück der Kunst der Inszenierung und der Montage. Die Postkutsche jagt durch das staubige Monument Valley, um sie herum eine Gruppe reitender und schreiender Indianer… Geschickt wechselt Ford die Einstellungen, vom Innern der Kutsche nach außen, auf den Kutschbock, ein Blick auf die Räder, auf die dahinrasenden Reiter, wieder auf die teilweise vor Angst starrenden, teilweise sich aber auch wehrenden Passagiere… Wenn es eine Anthologie der ganz großen Sequenzen aus der Geschichte des Western-Films geben würde, müßte man diese Szenenfolge an vorderster Stelle einfügen… Dieser Film war ein bedeutender Beitrag bei der Weiterentwicklung der Sprache des Films. Außerordentlich eindrucksvoll ist hier auch – wie bei fast allen Ford-Western – die Einbeziehung der Landschaft als wesentliches Element in dem Film. Immer wieder zeigt Ford die Landschaft als ein die Menschen prägendes Element. Der Mensch wird als kleiner Teil dieser Landschaft begriffen… So waren auch bei John Ford die Indianer nur eine gesichtslose Masse, die anonyme Verkörperung der Gefahr. Keine Sekunde bleibt für die Reflexion der Motive der Indianer übrig. Diese Indianer hier sind gewalttätig und gefährlich. Um sich vor ihnen zu schützen, muß man sie töten. So schien die simple Logik dieser Geschichte zu lauten. (Michael Hanisch)

- Der Indianer war gut für den Konflikt im Hintergrund. Hätte man diesen Konflikt in den Vordergrund gebracht, wäre es notwendig geworden, glaubwürdige Charaktere zu zeigen. Solange sie aber im Hintergrund blieben, dienten sie zu weiter nichts als zur Bedrohung, als zum Konflikt. Das war auch in „Höllenfahrt nach Santa Fe“ so, wo nirgendwo die Indianer personifiziert wurden. Da gab es keinen persönlichen Konflikt. Die Indianer hatten weiter nichts zu tun, als anzugreifen. Folglich waren alle Personen in der Kutsche in Gefahr, in einer nebulösen Bedrohung. (David Humphreys Miller, hier zitiert nach Hanisch)

- Hohe formale und ethische Qualitäten. Ein mustergültiger Western. (6000  Filme. Kritische Notizen aus den Kinojahren 1945 bis 1958. Handbuch V der katholischen Filmkritik, 3. Auflage, Verlag Haus Altenberg, Düsseldorf 1963, S. 198)

- Dieser Kinoklassiker enthält alle Topoi des Genres […]. Das Meisterwerk von John Ford ist mehr als ein Western, die Fahrt der „Stagecoach“ steht als Metapher einer Lebensreise, sie bringt Geburt und Tod." (Höchstwertung: 4 Sterne = überragend) (Adolf Heinzlmeier und Berndt Schulz in Lexikon „Filme im Fernsehen“ (Erweiterte Neuausgabe). Rasch und Röhring, Hamburg 1990, ISBN 3-89136-392-3, S. 373)

## Rezeption
- Ich habe irgendwo gelesen, dass andere Leute den denkwürdigen Augenblicken ihres Lebens einen Altar bauen. Mein denkwürdigster Augenblick ist der Moment, wo John Wayne drei Männer mit einem Karabiner tötet, während er sich auf die staubige Straße wirft. Das ist in Stagecoach. (Walker Percy, hier zitiert nach Hembus)

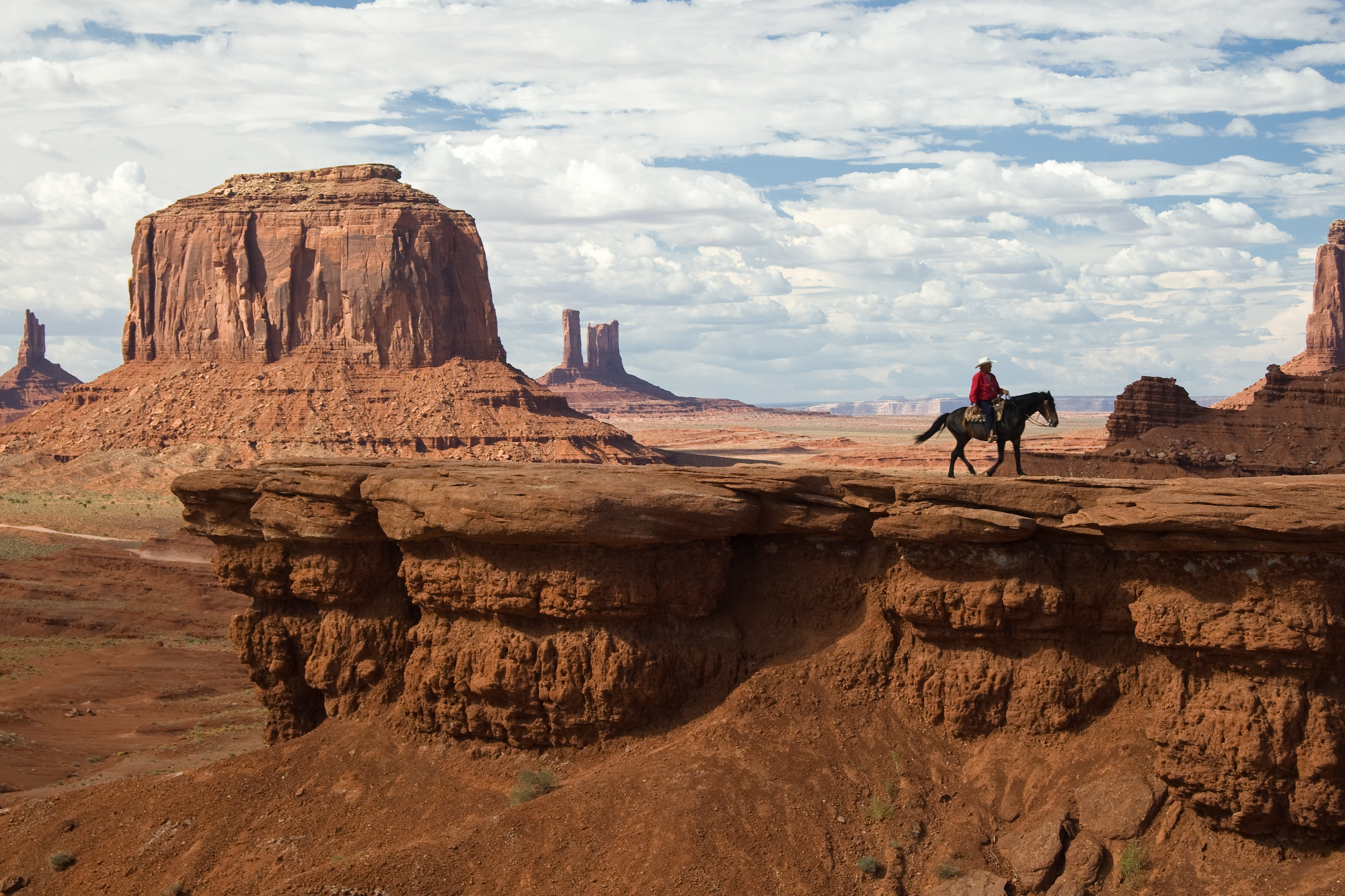
Reiter bei John Ford’s Point im Monument Valley, einem beliebten Drehort für Western

- Stagecoach war der erste von insgesamt neun Filmen, die John Ford im Monument Valley drehte, das von Western-Fans respektvoll John-Ford-Country getauft wurde. Anderslautenden Aussagen entgegenstehend war John Ford aber nicht der erste Western-Regisseur, der in dieser Landschaft drehte. Der Stummfilm The Vanishing American (Der Untergang der roten Rasse von George B. Seitz) war 1925 mutmaßlich der erste Western, der das Panorama dieser Landschaft nutzte. Ford machte die Landschaft allerdings erst zum „Star“.

- Neben dem Monument Valley machte der Film vor allem John Wayne zum Star. Nach dem mäßigen Erfolg seiner ersten großen Hauptrolle 1930 schien Waynes Stern schon wieder im Verglühen zu sein. Hier gelang ihm der Durchbruch. Allerdings vergingen auch nach Stagecoach noch weitere acht Jahre, bevor John Wayne mit Red River endgültig den Superstar-Status erlangte. Interessanterweise war bei beiden Karriereetappen Gary Cooper unfreiwilliger Steigbügelhalter für Wayne. Bei Red River hatte Cooper die angebotene Hauptrolle abgelehnt, weil ihm die Hauptfigur zu negativ schien. Für Stagecoach wollten die Produzenten ursprünglich Cooper und Marlene Dietrich in den Hauptrollen sehen. Deren hohe Honorarforderungen waren aber mit dem relativ bescheidenen Budget dieses Filmes nicht vereinbar. Wayne bekam nur ein Nebendarstellerhonorar. Claire Trevor war als bis dahin größter Star unter den Beteiligten die mit Abstand bestbezahlte Darstellerin des Films.

- Der dritte, der durch den Film Starruhm erlangte, war Yakima Canutt. Maßgeblich war dafür nicht die kleine Nebenrolle, in der er zu Beginn des Films zu sehen ist, sondern seine Arbeit als Stuntman. Wie auch in vielen späteren Filmen doubelte Canutt hier seinen Freund John Wayne. Zudem beaufsichtigte und koordinierte er ein ganzes Team von Stuntmen und führte selbst die gefährlichsten Stunts aus. Die legendären Szenen beim Apachenüberfall auf die Postkutsche sind im Wesentlichen sein Werk.

- Wegen der lang anhaltenden Popularität des Films wurden auch Radio-Hörspiele produziert, so 1946 eine CBS-Version mit Randolph Scott in der Rolle des Ringo Kid, 1949 dann eine weitere, diesmal von NBC mit John Wayne.

- Im Jahr 1966 wurde von Regisseur Gordon Douglas ein Remake veröffentlicht, in dem unter anderem Ann-Margret, Van Heflin und Bing Crosby zu sehen sind. Dieser Film, der in Deutschland unter dem Titel San Fernando in den Kinos lief, fiel bei  Kritik und Filmhistorie weitgehend durch. So schrieb der Filmhistoriker Michael Hanisch über San Fernando: „ … weiter nichts als ein spektakulärer Flop … Diesem Film fehlte alles das, was John Fords Film zu einem großen Meisterwerk werden ließ […] Dieses Remake eines Klassikers ist weiter nichts als ein aufschlußreiches Dokument über den Niedergang eines Genres. Daß der neue Film die sozialkritischen Aspekte des alten nahezu vollkommen eliminierte, versteht sich bei so einer Produktion von selbst.“[6]

- Der ebenfalls 1966 erschienene Western Man nannte ihn Hombre von Martin Ritt wird vielfach als eine Variation des Themas von Stagecoach/Ringo angesehen.

- 1986 folgte ein Remake für das Fernsehen unter dem Titel Höllenfahrt nach Lordsburg mit Willie Nelson, Kris Kristofferson, Johnny Cash und Waylon Jennings.

- Das Lucky-Luke-Album Die Postkutsche orientiert sich lose am Film.

## Preise und Auszeichnungen
Oscar: Thomas Mitchell (beste Nebenrolle), Hageman/Harling/Leipold/Shuken (beste Musikbearbeitung)
Fünf weitere Oscar-Nominierungen, 1939 Preis der New Yorker Filmkritik für John Ford (beste Regie), 1995 Aufnahme im National Film Registry. Vom National Film Review 1939 zu den zehn besten englischsprachigen Filmen gezählt. In der 1998 erschienenen Liste der 100 besten Filme aller Zeiten, die vom renommierten American Film Institute zusammengestellt wurde, landete Ringo auf dem 63. Rang. 2008 brachte das American Film Institute eine Liste der 10 besten Western aller Zeiten heraus. Dort landete der Film auf Rang 9.
Als größte Auszeichnung wird von Filmkennern allerdings eine Aussage von Orson Welles angesehen, der bekannte, zur Vorbereitung auf das Drehbuch von Citizen Kane mehr als vierzigmal Stagecoach gesehen zu haben. (Welles soll die Frage nach den drei größten Film-Regisseuren stets mit „Ford, Ford, Ford.“ bzw. „Die alten Meister: John Ford, John Ford und John Ford.“ beantwortet haben.)

## Sonstiges
Zu den beliebtesten der vielen mit dem Film Stagecoach verbundenen Anekdoten zählt diejenige, nach der Regisseur John Ford auf Nachfragen, warum die Apachen bei der Verfolgungsjagd nicht einfach die Postkutschenpferde abgeschossen hätten, die lapidare Antwort gab: „Weil dann der Film schon zu Ende gewesen wäre!“ In Wahrheit verhielt es sich wohl eher so, dass für die Angreifer die Pferde das Objekt der Begierde waren.
Diese Szene wurde im Beal's Cut in den Santa Clarita Mountains gedreht.

## DVD-Veröffentlichung
- John Ford’s Stagecoach. John Wayne Classic Collection. Hamburger Medien-Haus (HMH) 2008

## Soundtrack-Veröffentlichungen
Die mit dem Oscar belohnte Filmmusik basiert vorrangig auf bekannten Volksweisen wie etwa Bury Me Not On the Lone Prairie oder Dream of Jeannie With the Light Brown Hair, was generell typisch für John Fords Western ist und von ihm selbst auch so gewünscht war.
- Richard Hageman, William Franke Harling, John Leopold, Leo Shuken, Louis Gruenberg, Stephen Foster, Owen Wister et al.: Stagecoach. Suite and Variations Taken From the Original Motion Picture Soundtrack, auf: The Soundtrack Factory: Stagecoach. Original-Filmmusik unter der Leitung von Boris Morros. Disconforme, Andorra 2003, Tonträger-Nr. SFCD33564
- Richard Hageman, William Franke Harling, John Leopold, Leo Shuken, Louis Gruenberg, Stephen Foster, Owen Wister et al.: Stagecoach. Narrative For Orchestra, auf: True Grit. Music From the Classic Films of John Wayne. Neueinspielung der The City of Prague Philharmonic unter der Leitung von Paul Bateman. Silva Screen Records, London 1994, Tonträger-Nr. FILM CD 153